# 竹聯幫寶和會
寶和會為台灣廣域性黑社會組織竹聯幫和堂之分會。主要活動在台灣北部等地區，總成員目前有約3000人，

## 組織
寶和會區分大、小寶和會，小寶和會以北市東區為基地，大寶和會以北市中山區及新北板橋為基地。

## 歷任會長及副會長
- 會長：邵柏傑（任期：2000年－2018年8月[註 3]，45歲/2021；綽號「小寶」、「寶和寶」）[2][1]
- 會長：林修伯（任期：2018年9月－至今，47歲/2021；綽號「修伯」）[4]                          副會長：梁智勝（46歲/2021；綽號「小梁」）[4]

## 組織成員

### 幹部
- 大組長：施俊吉（41歲/2021）[1][4]
  - 組長：劉志強（36歲/2021）[4]

### 成員
- 劉丞浩（館長案槍手；23歲/2021；綽號「小胖」）[1]
- 許祐銓（39歲/2021）[1]
- 柯仲逵（29歲/2021）[1]
- 陳冠宇（28歲/2021）[1]
- 黃啟文（29歲/2021）[1]
- 陶彥誠（25歲/2021）[1]
- 秦俞軒（26歲/2021）[1]
- 黃登一（22歲/2021）[1]
- 吳佳榮
- 陳威達

## 犯罪活動

#### 陳之漢槍擊事件
- 2020年8月28日凌晨2時許，成吉思汗健身俱樂部館長陳之漢於新北市林口區仁愛路二段成吉思汗健身房林口館前，遭寶和會槍手劉丞浩在健身房附近埋伏開槍。[1]一旁助理在直播中曾提及，對方在近距離開了三槍，警消到場後進行緊急處置，並將其送往林口長庚醫院急救。案發後約40分鐘，23歲的槍手劉丞浩自行前往轄區新北市政府警察局林口分局文化派出所投案。劉丞浩稱自己是陳之漢的「粉絲」，8月16日因為與陳之漢有肢體接觸五分鐘，遭到陳之漢公開指責他摸胸性騷擾，還要他公開道歉。害他被網友人肉搜索與網路霸凌，於是出面尋仇。該槍為以色列製的小沙漠之鷹[5][6][7]。劉丞浩家住臺北市內湖，為何刻意去林口健身，自稱粉絲卻刻意去性騷擾陳之漢，又向陳之漢挑釁，不像一般粉絲作為。劉丞浩當時失業，「小沙漠之鷹」黑市售價要新臺幣五十萬元，且取得相當困難[8]，劉丞浩用槍射傷四肢。開槍後立刻投案，先行使緘默權，又安排好兩名資深律師陪同偵訊，其中一位王牌律師鐘點費破萬，檢警認為不排除背後有人教唆。[9][10][1]嘉義民進黨大老陳明文協助槍手辦理增加接見，聲稱選民服務，但陳明文辦公室表示不認識這位選民。